# Proboscidea
Los proboscidios (Proboscidea, del latín proboscis 'trompa') son un orden de mamíferos placentarios perteneciente a los Paenungulata que contiene solo una familia viva en la actualidad denominada Elephantidae, la cual está representada por tres especies: el elefante africano de sabana, el elefante africano de bosque y el elefante asiático. Se trata de un escaso legado de un grupo muy diversificado que apareció hace 60 millones de años y entre cuyas familias desaparecidas cabe destacar a los moeritéridos, baritéridos, mamútidos, gonfotéridos, dinotéridos y estegodóntidos (antecesores directos de los elefántidos posteriores).

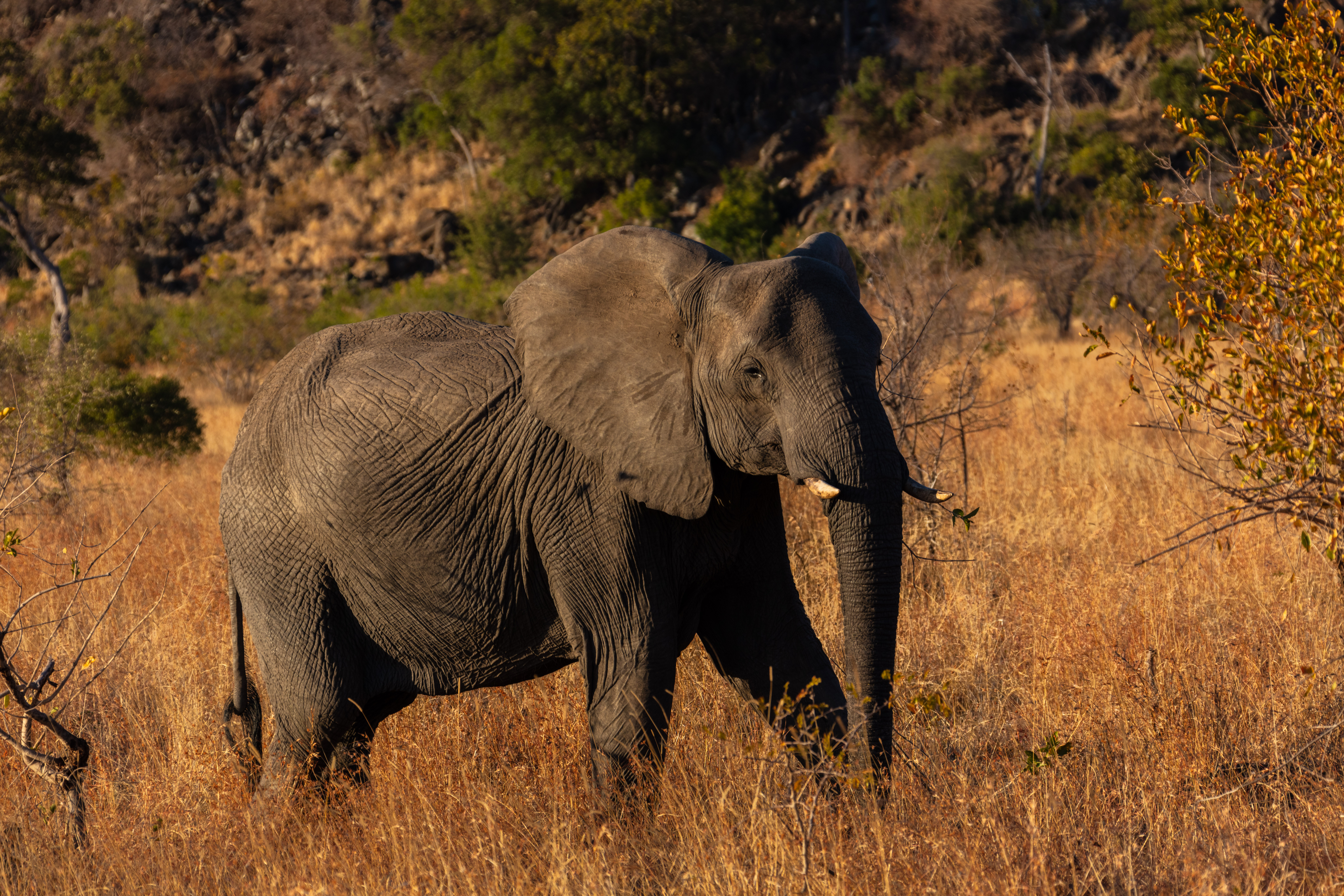
Elefante africano de sabana

Hace menos de diez mil años, a finales de la última glaciación, aún quedaban dos especies de mastodontes en América y varias más de elefántidos, entre ellos el mamut lanudo (Mammuthus primigenius) de Eurasia y Norteamérica, el mamut colombino (Mammuthus columbi) y unas cuantas especies insulares enanas de los géneros Palaeoloxodon y Stegodon.

## Características

### Generalidades

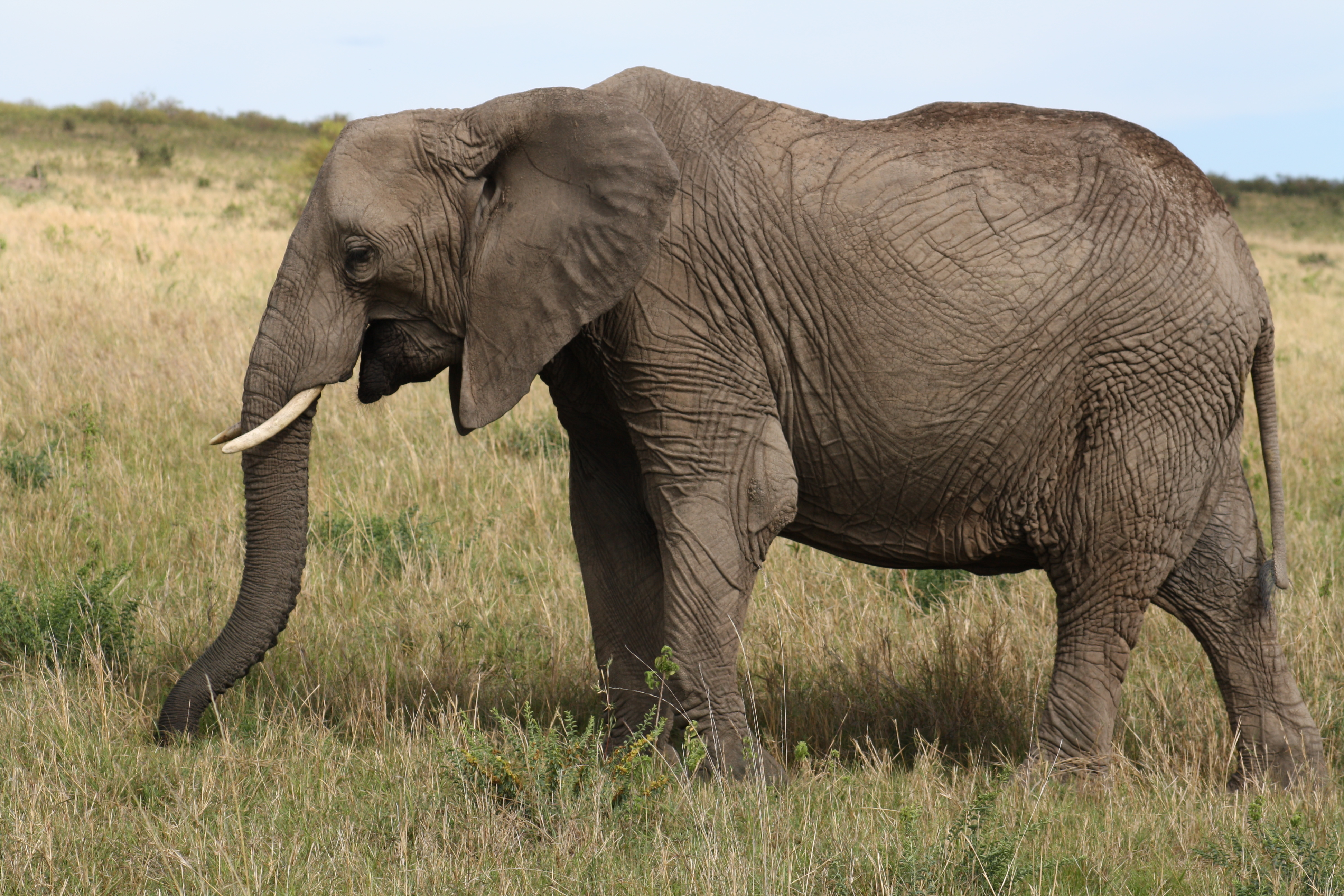
Elefante africano (Loxodonta africana).

Los proboscídeos actuales son los animales terrestres de mayor tamaño. Su peso corporal oscila entre 2 y más de 6 toneladas, con una altura sobre los hombros de 2 a 4 metros. Los animales se caracterizan por una constitución maciza, una cabeza enorme sobre un cuello corto y patas columnares. Los rasgos externos más llamativos son la larguísima probóscide, que les da nombre, así como los colmillos y los grandes dientes trituradores laminares. El cuerpo suele ser ligeramente peludo. Una característica especial de la anatomía de los tejidos blandos es la glándula temporal en el lado de los ojos, que sólo se produce en los elefantes. En su historia filogenética pasada, los proboscídeos mostraron un grado de variabilidad bastante elevado. El tamaño corporal variaba desde pequeños animales de unos 8 kg de la fase más temprana del orden hasta formas gigantes con hasta 16 t de peso corporal.
En términos de tamaño corporal y rasgos externos individuales como la expresión de los colmillos, existe un claro dimorfismo sexual en las especies modernas, que también puede demostrarse en algunas formas extintas.
Tanto el tronco como los colmillos desarrollaron evolutiva sólo gradualmente. Por lo tanto, la características comunes (sinapomorfía) de todos los proboscídeos incluyen el incisivo central generalmente agrandado de la hilera superior de dientes -a partir de la cual se desarrollaron posteriormente los colmillos-, la pérdida del premolar anterior y esmalte prismas con una sección transversal en forma de ojo de cerradura.

### Características esqueléticas

#### Cráneo

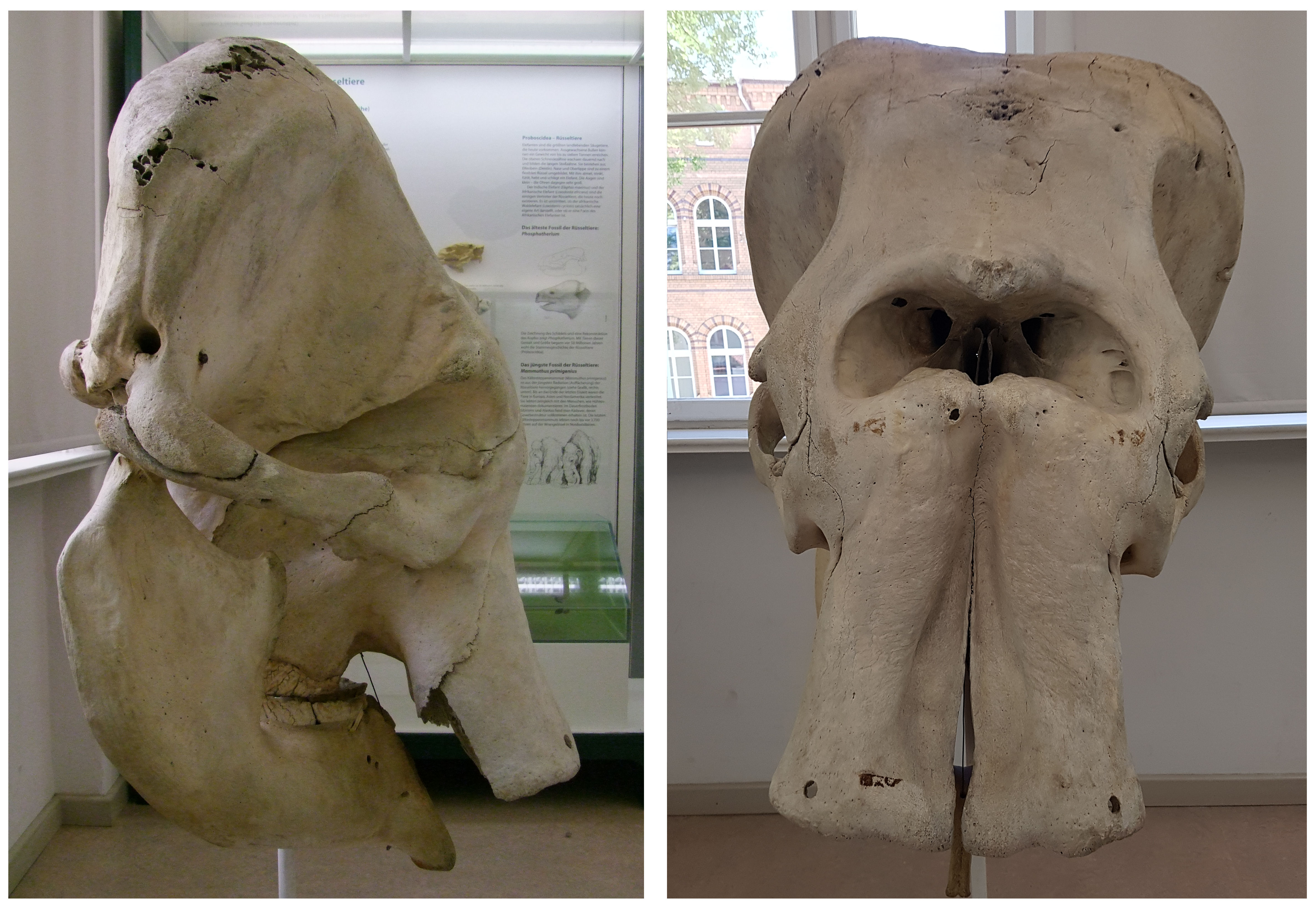
Cráneo de Elephas en vista lateral (izquierda) y frontal (derecha); el cráneo y la mandíbula inferior son cortos y altos.

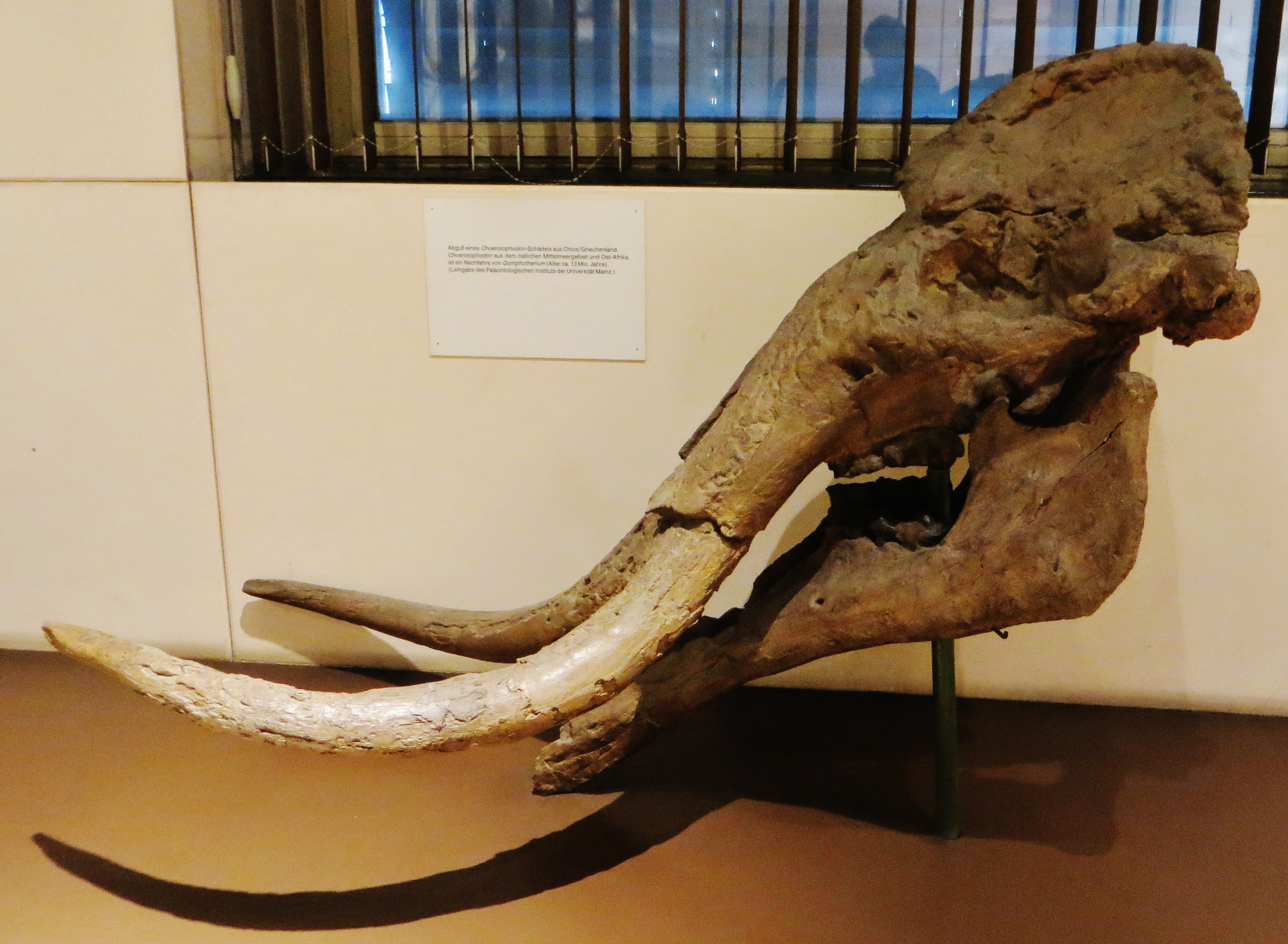
Cráneo de Choerolophodon; el cráneo y la mandíbula inferior son largos y bajos.

La cabeza muy grande de los proboscídeos tiene un cráneo intercalado con cavidades llenas de aire. Estas cámaras en forma de panal, separadas entre sí por finas placas óseas, atraviesan el hueso frontal, el hueso parietal y el hueso nasal, así como el hueso de la mandíbula media. Reducen el peso del cráneo, que sólo podía aumentar lo suficiente de este modo. El cráneo tenía que desarrollar una superficie de fijación suficiente para la potente musculatura del cuello con el fin de garantizar el soporte de la cabeza, incluidos los colmillos, que se hicieron cada vez más grandes en términos evolutivos, así como para proporcionar superficie de fijación a los potentes músculos masticadores de la enorme mandíbula inferior. El desarrollo de este tipo de cráneo lleno de aire comenzó filogenia muy temprano en los proboscídeos y se ha demostrado en algunos representantes como Barytherium' ya en el Oligoceno, posiblemente incluso a finales del Eoceno.
En muchos proboscídeos primitivos, la mandíbula inferior se caracteriza por una sínfisis alargada, que conecta las dos mitades de la mandíbula en el extremo anterior. El alargamiento de la mandíbula inferior a menudo se debía a la formación de los colmillos inferiores, cuya alvéolos estaban situados lateralmente en la sínfisis. Como resultado, estos primeros proboscídeos tienen un área facial bastante alargada y pueden considerarse longirostrinos (de hocico largo). En varios linajes de proboscídeos, como los Mammutidae, los Gomphotheriidae y los Elephantidae, la sínfisis y por tanto el área facial se acortó en el curso de la filogenia, normalmente junto con la reducción de los colmillos inferiores. Estas formas se denominan brevirostrinas ("de hocico corto").

#### Prótesis dentales

##### General
La dentición permanente original de los proboscídeos aún poseía la dentición completa de los mamíferos superiores con 44 dientes consistentes en tres incisivos, un canino, cuatro premolares y tres molares por rama mandibular. Por lo tanto, se puede dar la siguiente fórmula dental para los proboscídeos originales: {\displaystyle {\frac {3.1.4.3.}{3.1.4.3.}}}. En el curso de la evolución filogenética, el número de dientes disminuyó continuamente. Esto condujo a la pérdida del canino, los incisivos posteriores y los premolares anteriores, dando lugar a la dentición de los elefantes actuales, que sólo tiene un incisivo en la fila superior de dientes (colmillo) y tres molares por arco mandibular. También hay tres premolares de leche. La fórmula dental de los proboscídeos modernos es, por tanto: {\displaystyle {\frac {1.0.(3).3.}{0.0.(3).3.}}}. Además, algunos representantes más antiguos del grupo de la corona de proboscídeos (Loxodonta, Elephas y Mammuthus) aún tenían dos premolares permanentes. La pérdida de los premolares permanentes se produjo de forma independiente en los respectivos linajes. Los tres premolares deciduos también son denominados molares deciduos por algunos expertos debido a su gran similitud con los molares, pero desde un punto de vista ontogenético son premolares. premolares.

##### Dientes frontales y colmillos

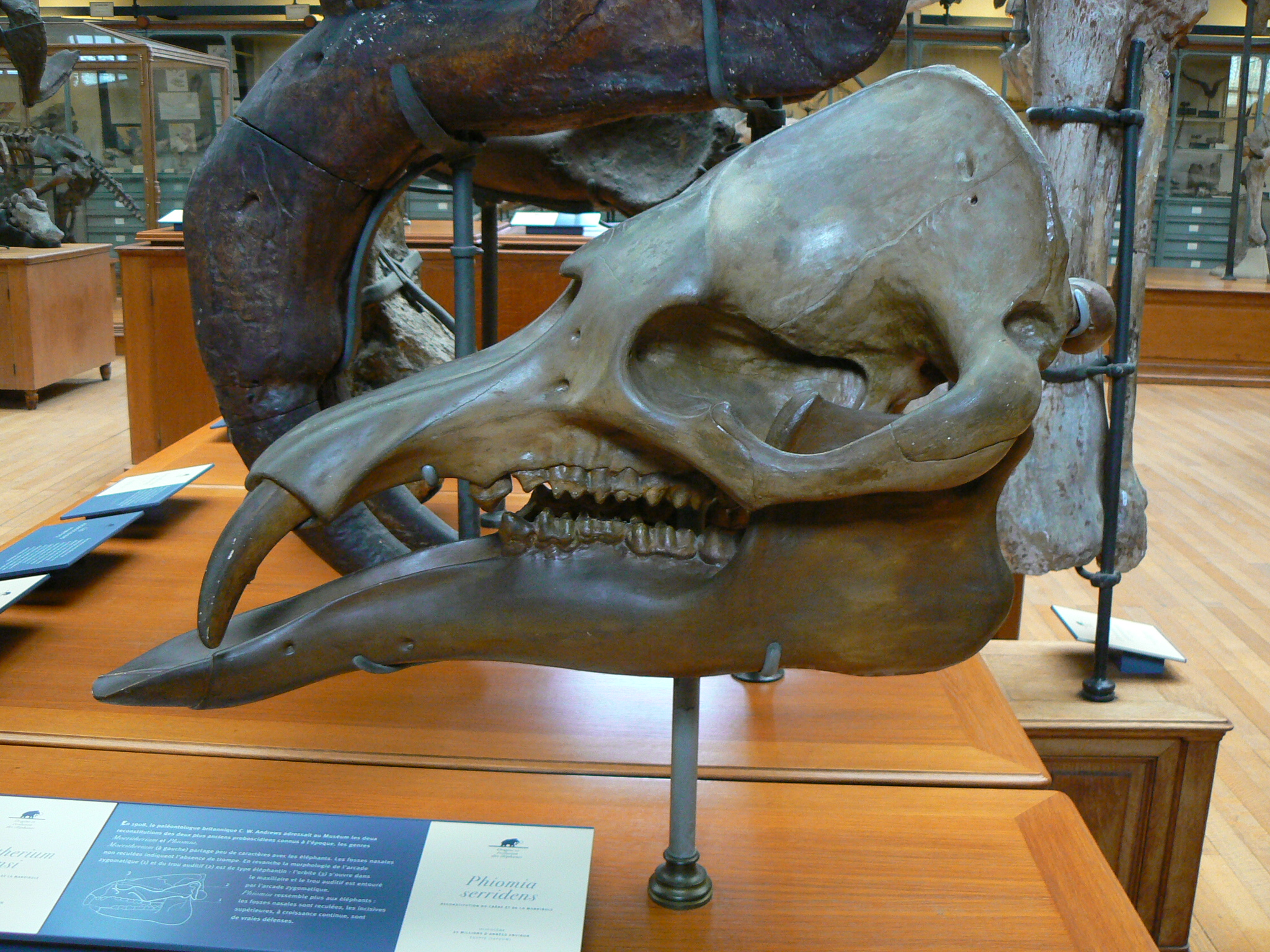
Cráneo de Phiomia con colmillos cortos en cada una de las mitades de la mandíbula y del maxilar

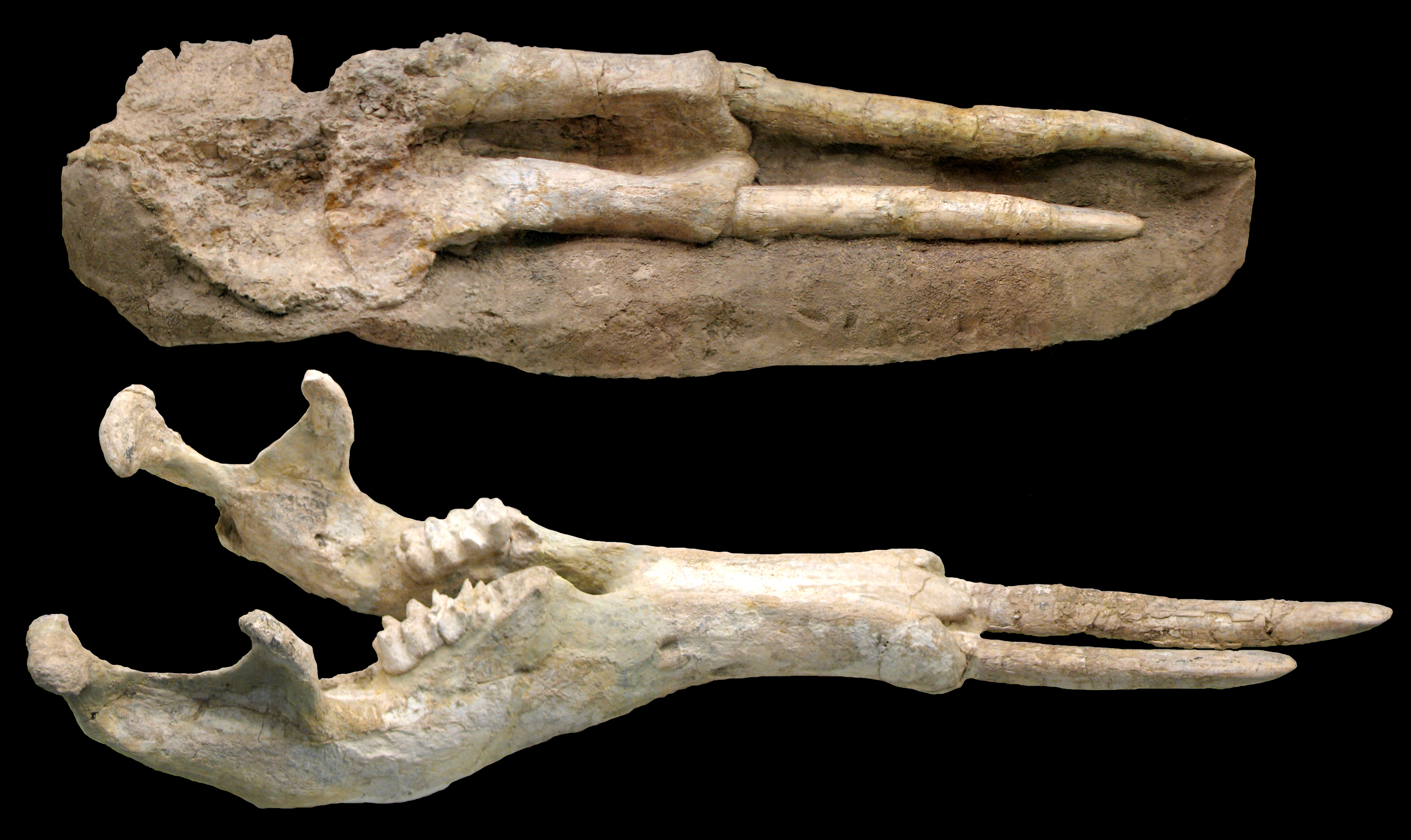
Mandíbula inferior de Tetralophodon con colmillos desarrollados.

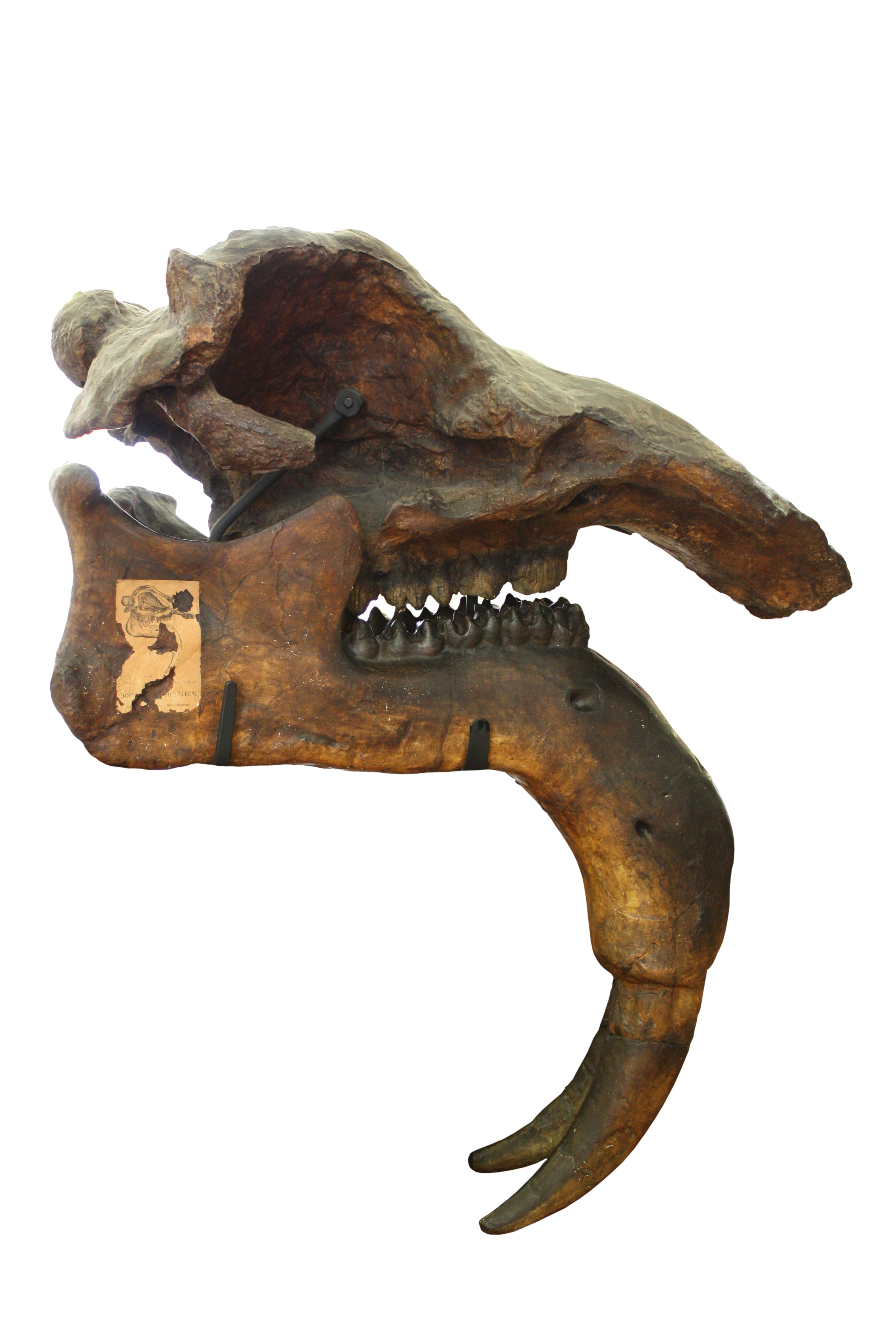
Cráneo de Deinotherium con colmillos en la mandíbula inferior.

El elemento más llamativo del esqueleto son los colmillos, que los elefantes modernos suelen llevar en la fila superior de dientes. Muchos de los primeros representantes de los proboscídeos también tenían colmillos en la mandíbula inferior. En el caso de los Deinotheriidae y otros representantes individuales, solo se daban allí. Su forma es muy variable. Pueden estar curvados hacia arriba o hacia abajo, retorcidos, más o menos rectos o tener forma de cuchara. A veces están muy juntos o muy separados. También varían en longitud. En los primeros proboscídeos, eran más bien colmillos, que sobresalían verticalmente en la parte superior y a menudo horizontalmente en la parte inferior de la mandíbula, mientras que en algunos mamuts y mamútidos tenían una longitud de 4 a 5 m. En principio, los colmillos son incisivos que se hipertrofiaron en el curso de la filogenia en relación con la reducción general del número de dientes en la dentición de los proboscídeos y se convirtieron así en los dientes más grandes de todos los animales extintos o aún vivos conocidos.  Los colmillos superiores se desarrollaron a partir del segundo incisivo (I2) de la rama mandibular, mientras que el origen de los colmillos inferiores fue debatido durante mucho tiempo entre los expertos, pero desde entonces se ha identificado con el primer incisivo (I1) de la rama mandibular.  Las excepciones se encuentran en los Moeritheriidae, donde los colmillos inferiores también se originan en los segundos incisivos, mientras que en los Barytheriidae cada rama mandibular tenía dos colmillos, es decir, se formaron un total de ocho. Éstos correspondían a los dos primeros incisivos del arco mandibular. El alargamiento gradual de los colmillos a lo largo de la filogenia también dio lugar a cambios funcionales. Hoy en día, los elefantes utilizan sus grandes colmillos de diversas formas, por ejemplo para ayudarles a comer, para transportar objetos pesados o en peleas de rivalidad. Sin embargo, es probable que en su origen los colmillos se utilizaran principalmente para alimentarse. La posición vertical de la fila superior de dientes y la posición horizontal de la fila inferior creaban una especie de tijeras con las que se podían cortar las plantas alimenticias.
Dado que los colmillos de los proboscídeos suelen tener una estructura relativamente similar, es bastante difícil hacer una clasificación exacta de los hallazgos individuales. Sin embargo, se pueden encontrar diferencias en los detalles. Estructuralmente, los colmillos constan de tres unidades. En su interior se encuentra la pulpa, la principal zona de crecimiento. Ésta está envuelta por la dentina, que constituye la mayor parte del colmillo y corresponde al verdadero "marfil". Se trata de una mezcla de cristales de carbonato hidroxiapatita unidos a fibras de colágeno. Las primeras son las principales responsables de la dureza de los colmillos, las segundas de la elasticidad. Por tanto, la dentina está muy mineralizada y carece de células. Está formada por pequeños túbulos dispuestos radialmente alrededor del centro del colmillo. Por regla general, estos túbulos tienen formas variables, pero se unen en ángulos agudos. Los túbulos más cercanos al centro suelen ser más grandes que los de los bordes. Esto da lugar a diferencias en la densidad y el número absoluto de túbulos dentro de un colmillo. La tercera capa, la más externa y fina, es el esmalte, que cubre la dentina de la parte del colmillo que sobresale del alveolo.

## Taxonomía
Actualmente se reconocen los siguientes taxones:
- Proboscidea Illiger, 1811
  - †Eritherium Gheerbrant, 2009
  - †Moeritherium Andrews, 1901
  - †Plesielephantiformes Shoshani et al., 2001
    - †Numidotheriidae Shoshani & Tassy, 1992
      - †Phosphatherium Gheerbrant et al., 1996
      - †Arcanotherium Delmer, 2009
      - †Daouitherium Gheerbrant & Sudre, 2002
      - †Numidotherium Mahboubi et al., 1986

    - †Barytheriidae Andrews, 1906
      - †Omanitherium Seiffert et al., 2012
      - †Barytherium Andrews, 1901

    - †Deinotheriidae Bonaparte, 1841
      - †Chilgatherium Sanders et al., 2004
      - †Prodeinotherium Ehik, 1930
      - †Deinotherium Kaup, 1829

  - Elephantiformes Tassy, 1988
    - †Eritreum Shoshani et al., 2006
    - †Hemimastodon Pilgrim, 1912
    - †Palaeomastodon Andrews, 1901
    - †Phiomia Andrews & Beadnell, 1902
    - Elephantimorpha Tassy & Shoshani, 1997
      - †Mammutidae Hay, 1922
        - †Losodokodon Rasmussen & Gutierrez, 2009
        - †Eozygodon Tassy & Pickford, 1983
        - †Zygolophodon Vacek, 1877
        - †Sinomammut Mothé et al., 2016
        - †Mammut Blumenbach, 1799

      - Elephantida Tassy & Shoshani, 1997
        - †Choerolophodontidae Gaziry, 1976
          - †Afrochoerodon Pickford, 2001
          - †Choerolophodon Schlesinger, 1917

        - †Amebelodontidae Barbour, 1927
          - †Afromastodon Pickford, 2003
          - †Progomphotherium Pickford, 2003
          - †Eurybelodon Lambert, 2016
          - †Serbelodon Frick, 1933
          - †Archaeobelodon Tassy, 1984
          - †Protanancus Arambourg, 1945
          - †Amebelodon Barbour, 1927
          - †Konobelodon Lambert, 1990
          - †Torynobelodon Barbour, 1929
          - †Aphanobelodon Wang et al., 2016
          - †Platybelodon Borissiak, 1928

        - †Gomphotheriidae Hay, 1922
          - †Gomphotherium Burmeister, 1837
          - †Blancotherium May, 2019
          - †Gnathabelodon Barbour & Sternberg, 1935
          - †Eubelodon Barbour, 1914
          - †Stegomastodon Pohlig, 1912
          - †Sinomastodon Tobien et al., 1986
          - †Notiomastodon Cabrera, 1929
          - †Rhynchotherium Falconer, 1868
          - †Cuvieronius Osborn, 1923

        - Elephantoidea Gray, 1821
          - †Anancidae Hay, 1922
            - †Anancus Aymard, 1855
            - †Morrillia Osborn, 1924
            - †Paratetralophodon Tassy, 1983
            - †Pediolophodon Lambert, 2007
            - †Tetralophodon Falconer, 1857

          - †Stegodontidae Osborn, 1918
            - †Stegolophodon Schlesinger, 1917
            - †Stegodon Falconer, 1857

          - Elephantidae Gray, 1821
            - †Stegotetrabelodontinae Aguirre, 1969
              - †Stegodibelodon Coppens, 1972
              - †Stegotetrabelodon Petrocchi, 1941
              - †Selenotherium Mackaye, Brunet & Tassy, 2005

            - Elephantinae Gray, 1821
              - †Primelephas Maglio, 1970
              - Loxodonta Anonymous, 1827
              - †Palaeoloxodon Matsumoto, 1924
              - †Mammuthus Brookes, 1828
              - Elephas Linnaeus, 1758

Cladograma según Shoshani y colaboradores de 2007:

|             | †Palaeoloxodon                                         |
|             |                                                        |
| Elephantina | \| \| Elephas \| \| \| \| \| \| †Mammuthus \| \| \| \| |
|             | \| \| Elephas \| \| \| \| \| \| †Mammuthus \| \| \| \| |
|             | Elephas                                                |
|             |                                                        |
|             | †Mammuthus                                             |
|             |                                                        |

|  | Elephas    |
|  |            |
|  | †Mammuthus |
|  |            |

|             | †Palaeoloxodon                                         |
|             |                                                        |
| Elephantina | \| \| Elephas \| \| \| \| \| \| †Mammuthus \| \| \| \| |
|             | \| \| Elephas \| \| \| \| \| \| †Mammuthus \| \| \| \| |
|             | Elephas                                                |
|             |                                                        |
|             | †Mammuthus                                             |
|             |                                                        |

|  | Elephas    |
|  |            |
|  | †Mammuthus |
|  |            |

|             | †Palaeoloxodon                                         |
|             |                                                        |
| Elephantina | \| \| Elephas \| \| \| \| \| \| †Mammuthus \| \| \| \| |
|             | \| \| Elephas \| \| \| \| \| \| †Mammuthus \| \| \| \| |
|             | Elephas                                                |
|             |                                                        |
|             | †Mammuthus                                             |
|             |                                                        |

|  | Elephas    |
|  |            |
|  | †Mammuthus |
|  |            |

|             | †Palaeoloxodon                                         |
|             |                                                        |
| Elephantina | \| \| Elephas \| \| \| \| \| \| †Mammuthus \| \| \| \| |
|             | \| \| Elephas \| \| \| \| \| \| †Mammuthus \| \| \| \| |
|             | Elephas                                                |
|             |                                                        |
|             | †Mammuthus                                             |
|             |                                                        |

|  | Elephas    |
|  |            |
|  | †Mammuthus |
|  |            |

|             | †Palaeoloxodon                                         |
|             |                                                        |
| Elephantina | \| \| Elephas \| \| \| \| \| \| †Mammuthus \| \| \| \| |
|             | \| \| Elephas \| \| \| \| \| \| †Mammuthus \| \| \| \| |
|             | Elephas                                                |
|             |                                                        |
|             | †Mammuthus                                             |
|             |                                                        |

|  | Elephas    |
|  |            |
|  | †Mammuthus |
|  |            |

|             | †Palaeoloxodon                                         |
|             |                                                        |
| Elephantina | \| \| Elephas \| \| \| \| \| \| †Mammuthus \| \| \| \| |
|             | \| \| Elephas \| \| \| \| \| \| †Mammuthus \| \| \| \| |
|             | Elephas                                                |
|             |                                                        |
|             | †Mammuthus                                             |
|             |                                                        |

|  | Elephas    |
|  |            |
|  | †Mammuthus |
|  |            |

|             | †Palaeoloxodon                                         |
|             |                                                        |
| Elephantina | \| \| Elephas \| \| \| \| \| \| †Mammuthus \| \| \| \| |
|             | \| \| Elephas \| \| \| \| \| \| †Mammuthus \| \| \| \| |
|             | Elephas                                                |
|             |                                                        |
|             | †Mammuthus                                             |
|             |                                                        |

|  | Elephas    |
|  |            |
|  | †Mammuthus |
|  |            |

|             | †Palaeoloxodon                                         |
|             |                                                        |
| Elephantina | \| \| Elephas \| \| \| \| \| \| †Mammuthus \| \| \| \| |
|             | \| \| Elephas \| \| \| \| \| \| †Mammuthus \| \| \| \| |
|             | Elephas                                                |
|             |                                                        |
|             | †Mammuthus                                             |
|             |                                                        |

|  | Elephas    |
|  |            |
|  | †Mammuthus |
|  |            |

|             | †Palaeoloxodon                                         |
|             |                                                        |
| Elephantina | \| \| Elephas \| \| \| \| \| \| †Mammuthus \| \| \| \| |
|             | \| \| Elephas \| \| \| \| \| \| †Mammuthus \| \| \| \| |
|             | Elephas                                                |
|             |                                                        |
|             | †Mammuthus                                             |
|             |                                                        |

|  | Elephas    |
|  |            |
|  | †Mammuthus |
|  |            |

|             | †Palaeoloxodon                                         |
|             |                                                        |
| Elephantina | \| \| Elephas \| \| \| \| \| \| †Mammuthus \| \| \| \| |
|             | \| \| Elephas \| \| \| \| \| \| †Mammuthus \| \| \| \| |
|             | Elephas                                                |
|             |                                                        |
|             | †Mammuthus                                             |
|             |                                                        |

|  | Elephas    |
|  |            |
|  | †Mammuthus |
|  |            |

|             | †Palaeoloxodon                                         |
|             |                                                        |
| Elephantina | \| \| Elephas \| \| \| \| \| \| †Mammuthus \| \| \| \| |
|             | \| \| Elephas \| \| \| \| \| \| †Mammuthus \| \| \| \| |
|             | Elephas                                                |
|             |                                                        |
|             | †Mammuthus                                             |
|             |                                                        |

|  | Elephas    |
|  |            |
|  | †Mammuthus |
|  |            |

|             | †Palaeoloxodon                                         |
|             |                                                        |
| Elephantina | \| \| Elephas \| \| \| \| \| \| †Mammuthus \| \| \| \| |
|             | \| \| Elephas \| \| \| \| \| \| †Mammuthus \| \| \| \| |
|             | Elephas                                                |
|             |                                                        |
|             | †Mammuthus                                             |
|             |                                                        |

|  | Elephas    |
|  |            |
|  | †Mammuthus |
|  |            |

|             | †Palaeoloxodon                                         |
|             |                                                        |
| Elephantina | \| \| Elephas \| \| \| \| \| \| †Mammuthus \| \| \| \| |
|             | \| \| Elephas \| \| \| \| \| \| †Mammuthus \| \| \| \| |
|             | Elephas                                                |
|             |                                                        |
|             | †Mammuthus                                             |
|             |                                                        |

|  | Elephas    |
|  |            |
|  | †Mammuthus |
|  |            |

|             | †Palaeoloxodon                                         |
|             |                                                        |
| Elephantina | \| \| Elephas \| \| \| \| \| \| †Mammuthus \| \| \| \| |
|             | \| \| Elephas \| \| \| \| \| \| †Mammuthus \| \| \| \| |
|             | Elephas                                                |
|             |                                                        |
|             | †Mammuthus                                             |
|             |                                                        |

|  | Elephas    |
|  |            |
|  | †Mammuthus |
|  |            |

|             | †Palaeoloxodon                                         |
|             |                                                        |
| Elephantina | \| \| Elephas \| \| \| \| \| \| †Mammuthus \| \| \| \| |
|             | \| \| Elephas \| \| \| \| \| \| †Mammuthus \| \| \| \| |
|             | Elephas                                                |
|             |                                                        |
|             | †Mammuthus                                             |
|             |                                                        |

|  | Elephas    |
|  |            |
|  | †Mammuthus |
|  |            |

|             | †Palaeoloxodon                                         |
|             |                                                        |
| Elephantina | \| \| Elephas \| \| \| \| \| \| †Mammuthus \| \| \| \| |
|             | \| \| Elephas \| \| \| \| \| \| †Mammuthus \| \| \| \| |
|             | Elephas                                                |
|             |                                                        |
|             | †Mammuthus                                             |
|             |                                                        |

|  | Elephas    |
|  |            |
|  | †Mammuthus |
|  |            |

|             | †Palaeoloxodon                                         |
|             |                                                        |
| Elephantina | \| \| Elephas \| \| \| \| \| \| †Mammuthus \| \| \| \| |
|             | \| \| Elephas \| \| \| \| \| \| †Mammuthus \| \| \| \| |
|             | Elephas                                                |
|             |                                                        |
|             | †Mammuthus                                             |
|             |                                                        |

|  | Elephas    |
|  |            |
|  | †Mammuthus |
|  |            |

|             | †Palaeoloxodon                                         |
|             |                                                        |
| Elephantina | \| \| Elephas \| \| \| \| \| \| †Mammuthus \| \| \| \| |
|             | \| \| Elephas \| \| \| \| \| \| †Mammuthus \| \| \| \| |
|             | Elephas                                                |
|             |                                                        |
|             | †Mammuthus                                             |
|             |                                                        |

|  | Elephas    |
|  |            |
|  | †Mammuthus |
|  |            |

|             | †Palaeoloxodon                                         |
|             |                                                        |
| Elephantina | \| \| Elephas \| \| \| \| \| \| †Mammuthus \| \| \| \| |
|             | \| \| Elephas \| \| \| \| \| \| †Mammuthus \| \| \| \| |
|             | Elephas                                                |
|             |                                                        |
|             | †Mammuthus                                             |
|             |                                                        |

|  | Elephas    |
|  |            |
|  | †Mammuthus |
|  |            |

|             | †Palaeoloxodon                                         |
|             |                                                        |
| Elephantina | \| \| Elephas \| \| \| \| \| \| †Mammuthus \| \| \| \| |
|             | \| \| Elephas \| \| \| \| \| \| †Mammuthus \| \| \| \| |
|             | Elephas                                                |
|             |                                                        |
|             | †Mammuthus                                             |
|             |                                                        |

|  | Elephas    |
|  |            |
|  | †Mammuthus |
|  |            |

|             | †Palaeoloxodon                                         |
|             |                                                        |
| Elephantina | \| \| Elephas \| \| \| \| \| \| †Mammuthus \| \| \| \| |
|             | \| \| Elephas \| \| \| \| \| \| †Mammuthus \| \| \| \| |
|             | Elephas                                                |
|             |                                                        |
|             | †Mammuthus                                             |
|             |                                                        |

|  | Elephas    |
|  |            |
|  | †Mammuthus |
|  |            |

|             | †Palaeoloxodon                                         |
|             |                                                        |
| Elephantina | \| \| Elephas \| \| \| \| \| \| †Mammuthus \| \| \| \| |
|             | \| \| Elephas \| \| \| \| \| \| †Mammuthus \| \| \| \| |
|             | Elephas                                                |
|             |                                                        |
|             | †Mammuthus                                             |
|             |                                                        |

|  | Elephas    |
|  |            |
|  | †Mammuthus |
|  |            |

|             | †Palaeoloxodon                                         |
|             |                                                        |
| Elephantina | \| \| Elephas \| \| \| \| \| \| †Mammuthus \| \| \| \| |
|             | \| \| Elephas \| \| \| \| \| \| †Mammuthus \| \| \| \| |
|             | Elephas                                                |
|             |                                                        |
|             | †Mammuthus                                             |
|             |                                                        |

|  | Elephas    |
|  |            |
|  | †Mammuthus |
|  |            |

|             | †Palaeoloxodon                                         |
|             |                                                        |
| Elephantina | \| \| Elephas \| \| \| \| \| \| †Mammuthus \| \| \| \| |
|             | \| \| Elephas \| \| \| \| \| \| †Mammuthus \| \| \| \| |
|             | Elephas                                                |
|             |                                                        |
|             | †Mammuthus                                             |
|             |                                                        |

|  | Elephas    |
|  |            |
|  | †Mammuthus |
|  |            |

|             | †Palaeoloxodon                                         |
|             |                                                        |
| Elephantina | \| \| Elephas \| \| \| \| \| \| †Mammuthus \| \| \| \| |
|             | \| \| Elephas \| \| \| \| \| \| †Mammuthus \| \| \| \| |
|             | Elephas                                                |
|             |                                                        |
|             | †Mammuthus                                             |
|             |                                                        |

|  | Elephas    |
|  |            |
|  | †Mammuthus |
|  |            |

|             | †Palaeoloxodon                                         |
|             |                                                        |
| Elephantina | \| \| Elephas \| \| \| \| \| \| †Mammuthus \| \| \| \| |
|             | \| \| Elephas \| \| \| \| \| \| †Mammuthus \| \| \| \| |
|             | Elephas                                                |
|             |                                                        |
|             | †Mammuthus                                             |
|             |                                                        |

|  | Elephas    |
|  |            |
|  | †Mammuthus |
|  |            |

|             | †Palaeoloxodon                                         |
|             |                                                        |
| Elephantina | \| \| Elephas \| \| \| \| \| \| †Mammuthus \| \| \| \| |
|             | \| \| Elephas \| \| \| \| \| \| †Mammuthus \| \| \| \| |
|             | Elephas                                                |
|             |                                                        |
|             | †Mammuthus                                             |
|             |                                                        |

|  | Elephas    |
|  |            |
|  | †Mammuthus |
|  |            |

|             | †Palaeoloxodon                                         |
|             |                                                        |
| Elephantina | \| \| Elephas \| \| \| \| \| \| †Mammuthus \| \| \| \| |
|             | \| \| Elephas \| \| \| \| \| \| †Mammuthus \| \| \| \| |
|             | Elephas                                                |
|             |                                                        |
|             | †Mammuthus                                             |
|             |                                                        |

|  | Elephas    |
|  |            |
|  | †Mammuthus |
|  |            |

|             | †Palaeoloxodon                                         |
|             |                                                        |
| Elephantina | \| \| Elephas \| \| \| \| \| \| †Mammuthus \| \| \| \| |
|             | \| \| Elephas \| \| \| \| \| \| †Mammuthus \| \| \| \| |
|             | Elephas                                                |
|             |                                                        |
|             | †Mammuthus                                             |
|             |                                                        |

|  | Elephas    |
|  |            |
|  | †Mammuthus |
|  |            |

|             | †Palaeoloxodon                                         |
|             |                                                        |
| Elephantina | \| \| Elephas \| \| \| \| \| \| †Mammuthus \| \| \| \| |
|             | \| \| Elephas \| \| \| \| \| \| †Mammuthus \| \| \| \| |
|             | Elephas                                                |
|             |                                                        |
|             | †Mammuthus                                             |
|             |                                                        |

|  | Elephas    |
|  |            |
|  | †Mammuthus |
|  |            |

|             | †Palaeoloxodon                                         |
|             |                                                        |
| Elephantina | \| \| Elephas \| \| \| \| \| \| †Mammuthus \| \| \| \| |
|             | \| \| Elephas \| \| \| \| \| \| †Mammuthus \| \| \| \| |
|             | Elephas                                                |
|             |                                                        |
|             | †Mammuthus                                             |
|             |                                                        |

|  | Elephas    |
|  |            |
|  | †Mammuthus |
|  |            |

|             | †Palaeoloxodon                                         |
|             |                                                        |
| Elephantina | \| \| Elephas \| \| \| \| \| \| †Mammuthus \| \| \| \| |
|             | \| \| Elephas \| \| \| \| \| \| †Mammuthus \| \| \| \| |
|             | Elephas                                                |
|             |                                                        |
|             | †Mammuthus                                             |
|             |                                                        |

|  | Elephas    |
|  |            |
|  | †Mammuthus |
|  |            |